# A végzős év
A végzős év (eredeti cím: Senior Year) 2022-es amerikai filmvígjáték Alex Hardcastle rendezésében. A film Hardcastle első filmrendezése. A forgatókönyvet Andrew Knauer, Arthur Pielli és Brandon Scott Jones írták. A főszerepben Rebel Wilson, Sam Richardson, Zoë Chao, Mary Holland, Justin Hartley, Chris Parnell, Angourie Rice, Michael Cimino, Jeremy Ray Taylor, Brandon Scott Jones és Alicia Silverstone látható. A film 2022. május 13-án jelent meg a Netflixen, és általánosságban vegyes kritikákat kapott.

## Rövid történet
Egy 37 éves nő húszéves kómából ébred, elhatározza, hogy befejezi a középiskolát, és megkapja a bálkirálynő címet.

## Szereplők
| Szerep                          | Színész                         | Magyar hang        |
| ------------------------------- | ------------------------------- | ------------------ |
| Stephanie "Step" Conway         | Rebel Wilson                    | Kokas Piroska      |
| Stephanie "Step" Conway         | Angourie Rice (tinédzserként)   | Szűcs Anna Viola   |
| Seth Novacelik                  | Sam Richardson                  | Gacsal Ádám        |
| Seth Novacelik                  | Zaire Adams (tinédzserként)     | Pál Dániel Máté    |
| Tiffany "Tiff" Blanchette-Balbo | Zoë Chao                        | Bogdányi Titanilla |
| Tiffany "Tiff" Blanchette-Balbo | Ana Yi Puig (tinédzserként)     | Gyarmati Laura     |
| Martha "Marsh" Reiser           | Mary Holland                    | Kis-Kovács Luca    |
| Martha "Marsh" Reiser           | Molly Brown (tinédzserként)     | Mayer Szonja       |
| Blaine Balbo                    | Justin Hartley                  | Markovics Tamás    |
| Blaine Balbo                    | Tyler Barnhardt (tinédzserként) | Tóth Márk          |
| Jim Conway                      | Chris Parnell                   | Schnell Ádám       |
| Lance                           | Michael Cimino                  | Ungvári Gergely    |
| Neil Chudd                      | Jeremy Ray Taylor               | Nagy Gereben       |
| Mr. T                           | Brandon Scott Jones             |                    |
| Deanna Russo                    | Alicia Silverstone              | Roatis Andrea      |
| Yaz                             | Joshua Colley                   | Kretz Boldizsár    |
| Brittany "Bri" Balbo / BriLoves | Jade Bender                     | Hermann Lilla      |
| Janet Singh                     | Avantika Vandanapu              | Boldog Emese       |
| Lydia Conway                    | Lucy Taylor                     |                    |
| Young igazgató                  | Merrick McCartha                |                    |
| Dr. Jean Johnson                | Tiffany Denise Hobbs            |                    |
| nővér                           | Lauren Halperin                 |                    |
| Önmaga                          | Steve Aoki                      |                    |

### Magyar változat
- Magyar szöveg: Kopányi Vanda
- Hangmérnök Gajda Mátyás
- Vágó: Házi Sándor
- Gyártásvezető: Újréti Zsuzsa
- Szinkronrendező: Pupos Tímea
- Produkciós vezető: Haramia Judit

A szinkront a Iyuno-SDI Group Budapest készítette el.

## Fogadtatás
A Rotten Tomatoes honlapján 27%-ot ért el 37 kritika alapján, és 4,5 pontot szerzett a tízből. A Metacritic oldalán 47 pontot szerzett a százból, 13 kritika alapján.